# Norges regenter
Listen over Norges regenter, som har hersket over et samlet Norge, starter traditionelt med Harald Hårfager, muligvis en arv fra Snorre Sturlusons fremstilling i krøniken Heimskringla. Det er imidlertid usikkert, hvor stabil kongemagten var i de første 150 år, og historikere har argumenteret for, at Norges kongerække lige så godt kunne starte med Olav Tryggvason, eller med Harald Hårderåde.
Kongerækken er en indfaldsvinkel til Norges historie: Den beskriver udviklingen af statsmagten og regeringen i Norge: fra rigssamling, gennem middelalderens kirke- og kongeroller, via Kalmarunionen og Enevælden, omrokering af magten i kølvandet af Den Franske Revolution og Napoleonskrigene frem til dagens konstitutionelle monarki.
Norge var et selvstændigt rige, som i 900- og 1000-tallet sommetider blev styret af danske konger. I 1319 kom landet i union med Sverige ved at Magnus Eriksson arvede den norske krone af sin morfar Håkon 5. af Norge og også blev valgt til svensk konge, eftersom han var nevø af den afsatte Birger Magnusson af Sverige. Magnus' søn Håkon 6. efterfulgte ham som norsk konge i 1355 og giftede sig i 1363 med den danske konge Valdemar Atterdags datter Margrete. Gennem deres søn Olav blev Danmark og Norge forenet ved en personalunion i 1380, en union som skulle komme til at bestå i forskellige former i over 400 år.
I 1389 fik alle de tre nordiske lande Danmark, Norge og Sverige samme regent i form af Margrete 1., og den såkaldte Kalmarunion, der blev stadfæstet i 1397, skulle komme til at bestå frem til 1523, hvor Sverige trak sig ud af den. I 1448 fik Danmark og Sverige forskellige konger, henholdsvis Christian 1. og Karl Knutsson, og de kæmpede en kort stund om den norske krone. I 1450 vandt Christian kampen og efter dette kom de danske konger til at herske over Norge frem til 1814.
De længst regerende konger er: Christian 4. (60 år), Harald Hårfager (ca. 59-60 år), Erik af Pommern (53 år) og Haakon 7. (52 år).

## HårfagreslægtenogLadejarlerne
| Navn                                                                        | Billede        | Født                                                                                   | Tiltrådte                                       | Fratrådte/død                                                                                 | Dynastisk status |
| --------------------------------------------------------------------------- | -------------- | -------------------------------------------------------------------------------------- | ----------------------------------------------- | --------------------------------------------------------------------------------------------- | --- |
| Harald Hårfager                                                             | ikke-samtidigt | Ca. 850 Søn af Halvdan Svarte og Ragnhild Sigurdsdatter (eller Ragnhild Haraldsdatter) | Ca. 872                                         | Ca. 931 eller 932 i Rogaland Lod dog sønnen Erik (Blodøkse) overtage styret, da han fyldte 80 | Samlede Norge (eller væsentlige dele af det) til ét rige og blev dermed rigets første konge. I et antal sagaer fremstilles han som værende ud af den svenske Ynglingeætten |
| Erik Blodøkse                                                               | Mynt           | Ca. 885 eller 895 Svanøy i Sunnfjord Søn af Harald Hårfager og Ragnhild Eiriksdotter   | Ca. 930 Ved Harald Hårfagers otium/abdikation   | Afsat ca. 935 Død 954 Cumbria, England                                                        | Søn |
| Håkon 1. Adelstensfostre den Gode                                           | ikke-samtidigt | Ca. 918 Søn af Harald Hårfager og Tora Mosterstong                                     | Ca. 935 Ved Erik Blodøkses afsættelse           | 961 Faldt i slaget ved Fitjar                                                                 | Bror |
| Harald 2. Gråfeld                                                           |                | Ca. 935? Søn af Erik Blodøkse og Gunhild Kongemor                                      | 961 Ved Håkon den Godes død                     | Ca. 970 ved Limfjorden                                                                        | Brorsøn |
| Håkon jarl                                                                  | ikke-samtidigt | Ca. 935 Søn af Sigurd jarl og Bergljot Toresdotter                                     | Ca. 970                                         | Ca. 995, Melhus i Trøndelag                                                                   | Oldebarn af Harald Hårfager |
| Olav 1. Tryggvason                                                          | ikke-samtidigt | Ca. 963 Søn af Trygve Olavsson og Astrid Eriksdatter                                   | 995                                             | Faldt i Slaget ved Svold år 1000                                                              | Oldebarn af Harald Hårfager |
| Erik jarl & Svend jarl, Ladejarler                                          |                | Erik jarl ca. 957 Svend jarl Ukendt fødselsår                                          | Efter Slaget ved Svold i år 1000                | Fratrådte 1012                                                                                | Sønner af Håkon jarl |
| Håkon Eriksson jarl & Svend jarl, Ladejarler                                |                |                                                                                        | 1012                                            | Fratrådte 1015                                                                                | Søn af Erik jarl Søn af Håkon jarl |
| Olav 2. den Hellige                                                         | ikke-samtidigt | 995 Søn af Harald Grenske og Åsta Gudbrandsdatter                                      | 1015                                            | 1028 Faldt i Slaget ved Stiklestad 29. juli 1030                                              | Tipoldebarn af Harald Hårfager |
| Håkon Eriksson jarl                                                         |                | 995                                                                                    | 1028                                            | 1029                                                                                          | |
| Svend Knutsson (dansk styre)                                                |                | Ca. 1016 Søn af Knud den Store og Ælfgifu                                              | 1029                                            | 1035/1036                                                                                     | |
| Magnus 1. den gode                                                          |                | 1024 Søn af Olav den hellige og Alvhild                                                | 1035                                            | 25. oktober 1047 i Danmark Begravet i Nidarosdomen                                            | Søn af Olav den Hellige |
| Harald 3. Hårderåde                                                         | ikke-samtidigt | 1015 Ringerike Søn af Sigurd Syr og Åsta Gudbrandsdatter                               | 1046                                            | Faldt 25. september 1066 Slaget ved Stamford Bridge                                           | Halvbror til Olav den Hellige |
| Magnus 2. Haraldsson                                                        | ikke-samtidigt | 1048 Søn af Harald Hårderåde og Tora Torbergsdatter                                    | 1066                                            | 1069                                                                                          | Søn |
| Olav 3. Kyrre                                                               |                | Ca. 1050 Søn af Harald Hårderåde og Tora Torbergsdatter                                | 1067                                            | 22. september 1093 gården Haukbø, Håkeby, Tanum (Båhus Len)                                   | Bror |
| Håkon Magnusson Toresfostre                                                 |                | ca. 1068/1069 Muligvis Søn af Magnus Haraldsson                                        | Udråbt til konge af Trøndelag og Oppland i 1093 | 1094/1095                                                                                     | Søn af Magnus 2. Haraldsson |
| Magnus 3. Barfod                                                            |                | 1073 Søn af Olav Kyrre og Tora Jonsdatter                                              | 1093                                            | Faldt i strid 24. august 1103                                                                 | Søn af Olav Kyrre |
| Olav Magnusson                                                              |                | 1099 Søn af Magnus Barfod                                                              | 1103                                            | 22. december 1115 i Nidaros                                                                   | Søn |
| Øystein 1. Magnusson                                                        |                | 1088 Søn af Magnus Barfod                                                              | 1103                                            | 29. august 1123 Hustad i Romsdal                                                              | Bror |
| Sigurd 1. Jorsalfar                                                         | ikke-samtidigt | 1090 Søn af Magnus Barfod                                                              | 1103                                            | 26. marts 1130 Oslo                                                                           | Bror |
| Borgerkrigstiden indledes                                                   |                |                                                                                        |                                                 |                                                                                               | |
| Magnus 4. den Blinde                                                        | ikke-samtidigt | Ca. 1115 Søn af Sigurd Jorsalfar og Borghild Olavsdatter                               | 1130                                            | 1135 Faldt i Slaget ved Holmengrå 12. november 1139                                           | Søn |
| Harald 4. Gille                                                             |                | Ca. 1103 Irland eller Hebridene                                                        | 1130                                            | Dræbt 14. december 1136 Bergen                                                                | Angiveligt søn af Magnus Barfod |
| Sigurd Slembe gjorde krav på kongenavn og trone 1136-1139                   |                | Født ca. 1100 Søn af Magnus Barfod og Tora Saksesdatter.                               |                                                 | Faldt 12. november 1139 Slaget ved Holmengrå                                                  | Søn af Magnus Barfod |
| Sigurd 2. Munn                                                              |                | 1133 Søn af Harald Gille og Tora Guttormsdatter                                        | 1136                                            | Dræbt 10. juni 1155 Bergen                                                                    | Søn af Harald Gille |
| Inge Krokrygg                                                               |                | Ca. 1134/1135 Søn af Harald Gille og Ingrid Ragnvaldsdatter                            | 1136                                            | Faldt i strid 4. februar 1161 Bjørvika                                                        | Halvbror |
| Øystein 2. Haraldsson                                                       |                | Ca. 1125 Orkneyøerne eller en anden vesterhavsø Søn af Harald Gille og Biadoc          | Ca. 1142                                        | Dræbt 21. august? 1157                                                                        | Halvbror |
| Magnus Haraldsson barnemedkonge 1142-1145, regnes ikke normalt med i listen |                | Født ca. 1135, død 1145 Søn af Harald Gille og en unavngivet frille                    |                                                 |                                                                                               | Halvbror |
| Håkon 2. Herdebrei                                                          |                | 1147 Søn af Sigurd Munn og en ukendt tjenestepige                                      | 1159                                            | 1162 Faldt i Slaget ved Sekken Romsdalsfjorden                                                | Nevø |
| Magnus 5. Erlingsson                                                        | ikke-samtidigt | 1156 Etne, Hordaland Søn af Erling Skakke og Kristin Sigurdsdatter                     | 1161                                            | 1184 faldt i Slaget ved Fimreite Sognefjorden                                                 | Søstersøn af Sigurd Jorsalfar |

## Sverreslægten
| Navn                                                                | Billede                                                                       | Født                                                                                        | Tiltrådte                                 | Fratrådte/død | Dynastisk status                |
| ------------------------------------------------------------------- | ----------------------------------------------------------------------------- | ------------------------------------------------------------------------------------------- | ----------------------------------------- | --- | ------------------------------- |
| Sverre Sigurdsson                                                   | ikke-samtidigt                                                                | Ca. 1151 Bergen Ukendte forældre                                                            | 1177                                      | 8. eller 9. marts 1202 i Bjørgvin. Begravet i Store Kristkirken | Angiveligt søn af Sigurd Munn   |
| Håkon 3. Sverresson                                                 | Brakteat fra Håkon 3.'s tid - H'et henviser ikke nødvendigvis til kongen selv | Ca. 1182 i Nidaros Søn af Sverre Sigurdsson og Astrid Roesdatter                            | 8. eller 9. marts 1202 efter faderens død | 1. januar 1204 i Bjørgvin | Søn af Sverre Sigurdsson        |
| Guttorm Sigurdsson                                                  |                                                                               | 1199 Søn af Sigurd Lavard                                                                   | 2. januar 1204                            | 11. august 1204 Begravet i Nidarosdomen | Sønnesøn af Sverre Sigurdsson   |
| Erling Steinvegg var baglernes kandidat som norsk konge 1204–1207   |                                                                               |                                                                                             |                                           | |                                 |
| Inge 2. Bårdsson                                                    |                                                                               | 1185 Søn af Bård Guttormsson og Cecilia Sigurdsdatter                                       | 1204                                      | 1217 Begravet i Nidarosdomen. | Søstersøn til Sverre Sigurdsson |
| Filippus Simonsson var baglernes kandidat som norsk konge 1207–1217 |                                                                               |                                                                                             |                                           | |                                 |
| Håkon 4. Håkonsson                                                  | ikke-samtidigt                                                                | 1204 Søn af Håkon 3. og Inga fra Varteig                                                    | 1217                                      | 17. december 1263 Orkneyøerne. Han blev begravet i St. Magnuskatedralen i Kirkwall. Året efter blev han ført tilbage til Norge og Begravet i Kristkirken Holmen i Bjørgvin. | Søn af Håkon 3.                 |
| Borgerkrigstiden afsluttes                                          |                                                                               |                                                                                             |                                           | |                                 |
| Magnus 6. Lagabøte                                                  |                                                                               | 1. maj 1238 Tønsberg Søn af Håkon 4. og Margrete Skulesdatter                               | 1263 efter faderens død                   | 9. maj 1280 Bergen. Begravet i franciskanernes Olavskirke. | Søn                             |
| Erik Præstehader                                                    |                                                                               | 1268 Søn af Magnus Lagabøte og Ingeborg Eriksdatter                                         | 1280 efter faderens død                   | 15. juli 1299 | Søn                             |
| Håkon 5. Magnusson                                                  |                                                                               | 1270 Søn af Magnus Lagabøte og Ingeborg Eriksdatter                                         | 1. november 1299                          | 8. maj 1319 Tunsberghus | Bror                            |
| Magnus 7. Eriksson                                                  | ikke-samtidigt                                                                | April eller maj 1316 Søn af Ingebjørg Håkonsdatter og hertug Erik Magnusson af Södermanland | 1319                                      | 1355 Død 1. december 1374 | Dattersøn                       |
| Håkon 6. Magnusson                                                  |                                                                               | 1340 Søn af Magnus 7. og Blanka af Namur                                                    | 1355                                      | 1380 i Oslo Begravet i Mariakirken | Søn                             |
| Olav Håkonsson                                                      | ikke-samtidigt                                                                | Julen 1370 Søn af Håkon 6. og Margrete 1.                                                   | 1380                                      | 3. august 1387 Falsterbohus Begravet i Sorø Klosterkirke | Søn                             |

## Kalmarunionen
| Navn                  | Billede                                            | Født                                                                                    | Tiltrådte                                                                                   | Fratrådte/død | Dynastisk status                                                                                              |
| --------------------- | -------------------------------------------------- | --------------------------------------------------------------------------------------- | ------------------------------------------------------------------------------------------- | --- | --- |
| Margrete 1.           | Buste af dronning Margrete                         | Foråret 1353 Søborg Datter af Valdemar Atterdag og Dronning Helvig                      | 2. februar 1388                                                                             | 28. oktober 1412 Flensborg Fjord Begravet i Sorø Klosterkirke (senere overflyttet til højkoret i Roskilde Domkirke) | Mor Tillige efterkommer af Harald Hårfager gennem dronning Bodil og af Olav den Hellige gennem dronning Agnes |
| Erik af Pommern       | Udsnit af tegning fra 1424 af kong Erik af Pommern | 1382 Søn af Vartislav 7. af Pommern og Maria af Mecklenburg                             | 1389                                                                                        | Afsat 1442 Død 3. maj 1459 Pommern Begravet i Mariakirken i Darlowo                                                 | Grandnevø og adoptivsøn (samt tip-tipoldebarn af Håkon 5.)                                                    |
| Christoffer af Bayern |                                                    | 26. februar 1416 eller 1418 Søn af Johan af Pfalz og Catharina af Pommern               | 20. maj 1442                                                                                | 6. januar 1448 Helsingborg Slot Begravet i Roskilde Domkirke                                                        | Søstersøn |
| Karl Knutsson         | ikke-samtidigt                                     | 1408 eller 1409 Søn af Knut Bonde (Tordsson) og Margareta Karlsdotter (Sparre af Tofta) | Valgt til konge 25. oktober 1449 efter Christoffer af Bayerns død. Kronet 20. november 1449 | Abdicerede til fordel for Christian 1. 13. maj 1450 Død 15. maj 1470 Begravet i Riddarholmskirken                   | Valgt konge Tip-tip-tip-tip-tipoldebarn af Harald Gille                                                       |

## Danmark-Norge–Oldenborgske slægt
| Navn                  | Billede             | Født                                                                                               | Tiltrådte                                                                               | Fratrådte/død | Dynastisk status                |
| --------------------- | ------------------- | -------------------------------------------------------------------------------------------------- | --------------------------------------------------------------------------------------- | --- | ------------------------------- |
| Christian 1.          |                     | 1426 Søn af Didrik den Lykkelige og Hedevig af Holsten                                             | 13. maj 1450                                                                            | 21. maj 1481 Københavns Slot Begravet i Helligtrekongers Kapel i Roskilde Domkirke                                | Tip-tip-tipoldebarn af Håkon 5. |
| Interregnum 1481–1483 |                     | |                                                                                         | |                                 |
| Hans                  | Statue af kong Hans | 2. februar 1455 Aalborghus Søn af Christian 1. og Dorothea af Brandenburg                          | 1483                                                                                    | 20. februar 1513 Aalborghus Begravet i Odense Domkirke                                                            | Søn                             |
| Christian 2.          |                     | 1. juli 1481 Nyborg Slot i Nyborg Søn af Hans og Christine af Sachsen                              | 20. februar 1513 ved Hans' død                                                          | Afsat og forvist 13. april 1523 Død 25. januar 1559 Kalundborg Slot Begravet i Odense Domkirke                    | Søn                             |
| Frederik 1.           |                     | 7. oktober 1471 Haderslevhus Søn af Christian 1. og Dorothea af Brandenburg                        | 13. april 1523 ved Christian 2.s afsættelse                                             | 10. april 1533 Gottorp Slot Begravet i Slesvig Domkirke                                                           | Farbror                         |
| Interregnum 1533–1534 |                     | |                                                                                         | |                                 |
| Christian 3.          |                     | 12. august 1503 Gottorp Slot Søn af Fredrik 1. og Anna af Brandenburg                              | 4. juli 1534                                                                            | 1. januar 1559 slottet Koldinghus i Kolding Begravet i Helligtrekongers Kapel i Roskilde Domkirke                 | Søn                             |
| Frederik 2.           |                     | 1. juli 1534 Haderslevhus Søn af Christian 3. og Dorothea af Sachsen-Lauenburg                     | 1. januar 1559 ved Christian 3.s død                                                    | 4. april 1588 Klostret i Antvorskov Begravet i Helligtrekongers Kapel i Roskilde Domkirke                         | Søn                             |
| Christian 4.          |                     | 12. april 1577 Frederiksborg Slot Søn af Fredrik 2. og Sophie af Mecklenburg                       | 4. april 1588 ved Frederik 2.s død                                                      | 28. februar 1648 Rosenborg Slot Begravet i Christian 4.s kapel i Roskilde Domkirke                                | Søn                             |
| Frederik 3.           |                     | 18. marts 1609 Haderslevhus Søn af Christian 4. og Anna Kathrine af Brandenburg                    | 6. juli 1648 ved hyldning                                                               | 9. februar 1670 Christiansborg Slot i København Begravet i Christian 4.s kapel i Roskilde Domkirke                | Søn                             |
| Christian 5.          |                     | 15. april 1646 Duborg Slot i Flensborg Søn af Fredrik 3. og Sophie Amalie af Braunschweig-Lüneburg | 9. februar 1670 ved Frederik 3.s død                                                    | 25. august 1699 København som følge af en jagtulykke året før Begravet i højkoret i Roskilde Domkirke             | Søn                             |
| Frederik 4.           |                     | 21. oktober 1671 Christiansborg Slot Søn af Christian 6. og Charlotte Amalie af Hessen-Kassel      | 25. august 1699 ved Christian 5.s død                                                   | 12. oktober 1730 Odense Slot Begravet i højkoret i Roskilde Domkirke                                              | Søn                             |
| Christian 6.          |                     | 10. december 1699 Christiansborg Slot Søn af Fredrik 4. og Louise af Mecklenburg-Güstrow           | 12. oktober 1730 ved Frederik 4.s død                                                   | 6. august 1746 Hirschholm Slot Begravet i Frederik 5.s kapel i Roskilde Domkirke                                  | Søn                             |
| Frederik 5.           |                     | 31. marts 1723 Christiansborg Slot Søn af Christian 6. og Sophie Magdalene af Brandenburg-Kulmbach | 6. august 1746 ved Christian 6.s død                                                    | 14. januar 1766 Christiansborg Slot Begravet i Frederik 5.s kapel i Roskilde Domkirke                             | Søn                             |
| Christian 7.          |                     | 29. januar 1749 Christiansborg Slot Søn af Fredrik 5. og Louise af Storbritannien                  | 14. januar 1766 ved Frederik 5.s død                                                    | 13. marts 1808 Rendsborg Begravet i Frederik 5.s kapel i Roskilde Domkirke                                        | Søn                             |
| Frederik 6.           |                     | 28. januar 1768 Christiansborg Slot Søn af Christian 7. og Caroline Mathilde                       | Regent 14. april 1784 ved Christian 7.s sindssygdom Konge 13. marts 1808 ved dennes død | Fratrådte 14. januar 1814 Død 3. december 1839 Amalienborg Slot Begravet i Frederik 5.s kapel i Roskilde Domkirke | Søn                             |

## 1814
| Navn               | Billede            | Født | Tiltrådte    | Fratrådte/død                                                                                       | Dynastisk status |
| ------------------ | ------------------ | --- | ------------ | --------------------------------------------------------------------------------------------------- | ---------------- |
| Christian Frederik | Christian Frederik | 18. september 1786 Christiansborg Slot Søn af arveprins Frederik og Sophie Frederikke af Mecklenburg-Schwerin | 17. maj 1814 | 10. oktober 1814 Død 20. januar 1848 Amalienborg. Begravet i Frederik 5.s kapel i Roskilde Domkirke | Fætter           |

## Den svensk-norske union

### Huset Slesvig-Holsten-Gottorp
| Navn    | Billede | Født                                                                          | Tiltrådte         | Fratrådte/død                                | Dynastisk status                       |
| ------- | ------- | ----------------------------------------------------------------------------- | ----------------- | -------------------------------------------- | -------------------------------------- |
| Karl 2. | Karl 2. | 7. oktober 1748 Søn af Adolf Frederik af Sverige og Louise Ulrike af Preussen | 14. november 1814 | 5. februar 1818 Begravet i Riddarholmskirken | Tip-tip-tip-tipoldebarn af Frederik 1. |

### HusetBernadotte
| Navn          | Billede | Født                                                                                            | Tiltrådte          | Fratrådte/død                                                            | Dynastisk status                                                 |
| ------------- | ------- | ----------------------------------------------------------------------------------------------- | ------------------ | ------------------------------------------------------------------------ | ---------------------------------------------------------------- |
| Karl 3. Johan |         | 26. januar 1763 Søn af Henri Bernadotte og Jeanne St. Jean                                      | 5. februar 1818    | 8. marts 1844 Begravet i Riddarholmskirken                               | Adoptivsøn af Karl 2.                                            |
| Oscar 1.      |         | 4. juli 1799 Søn af Karl 3. Johan og Desideria af Sverige                                       | 8. marts 1844      | 8. juli 1859 Begravet i Riddarholmskirken                                | Søn                                                              |
| Karl 4.       |         | 3. maj 1826 Stockholms Slot Søn af Oscar 1. og Josefine af Leuchtenberg. (Morfar til Haakon 7.) | 8. juli 1859       | 18. september 1872 i Malmö Begravet i Riddarholmskirken                  | Søn Tillige efterkommer af fættrene Christian 2. og Christian 3. |
| Oscar 2.      |         | 21. januar 1829 Søn af Oscar 1. og Josefine af Leuchtenberg                                     | 18. september 1872 | Fratrådte 7. juni 1905 Død 8. december 1907 Begravet i Riddarholmskirken | Bror                                                             |

## Glücksburgske slægt
| Navn      | Billede    | Født                                                         | Tiltrådte                             | Fratrådte/død                                | Dynastisk status |
| --------- | ---------- | ------------------------------------------------------------ | ------------------------------------- | -------------------------------------------- | --- |
| Haakon 7. | Haakon V2. | 3. august 1872 Søn af Frederik 8. og Louise af Sverige-Norge | 18. november 1905                     | 21. september 1957 Begravet på Akershus slot | Valgt konge Dattersøn af Karl 4. (Næstældste barnebarn af Karl 4.). Tip-tip-tip-tip-tip-tip-tip-tip-tip-tip-oldebarn af Christian 3. |
| Olav 5.   | Olav V     | 2. juli 1903 Søn af Haakon 7. og Maud af Storbritannien      | Ved Haakon 7.s død 21. september 1957 | 17. januar 1991 Begravet på Akershus slot    | Søn |
| Harald 5. | Harald 5.  | 21. februar 1937 Søn af Olav 5. og Märtha af Norge           | Ved Olav 5.s død 17. januar 1991      |                                              | Søn |

## Billedgalleri
- Den unge Haakon 7. af Norge var genert, og nok ikke fuldt udviklet som statsmand…
- … da han ankom til Norge 25. november 1905 for at etablere et nyt kongehus.
- Kongefamilien vandt manges respekt for sin holdning under 2. verdenskrig.
- De tre første generationer af den glücksborgske slægt har tilsammen regeret Norge i langt over 100 år. Her samlet på slottet i Oslo 7. juni 1945.
- Olav 5. af Norge var enebarn, og øvede typiske norske sportsgrene som sejling og skiløb.
- Harald 5. af Norge blev i 1937 den første norskfødte prins i 567 år.
- Harald 5. med tronfølgeren kronprins Haakon ved sametingsåbning i oktober 2021.